# 篠原一彦
篠原 一彦（しのはら かずひこ）は、日本の医学者。東京工科大学教授。博士（医学）。

## 経歴
東京大学医学部医学科卒業後、東京警察病院外科医幹を経て、埼玉医科大学総合医療センター外科講師となる。2003年に東京工科大学バイオニクス学部（現・応用生物学部）教授に就任。2010年に同大医療保健学部臨床工学科へ移籍。日本外科学会指導医、消化器外科学会認定医、大腸肛門病学会指導医。航空運航システム研究会理事や医用ミニブタ研究会事務局長、日本コンピュータ外科学会評議員を務める。専門分野は、消化器外科、内視鏡外科、医用工学、人間安全工学、航空医学。

## 略歴
- 1985年 東京大学医学部医学科卒業。東京大学第二外科医員
- 1995年 東京警察病院外科副医長
- 2000年 埼玉医科大学講師（埼玉医科大学総合医療センター外科）
- 2003年 東京工科大学バイオニクス学部教授
- 2008年 東京工科大学応用生物学部教授（同大バイオニクス学部の名称変更により）
- 2010年 東京工科大学医療保健学部臨床工学科教授

## 著書
- 『医療のための安全学入門―事例で学ぶヒューマンファクター』、丸善、2005年1月、ISBN 4-6210-7526-8
- 『臨床工学講座医用治療機器学』、 医歯薬出版、2008年6月、ISBN 4-2637-3400-9
- 『医用機器安全管理学 (臨床工学講座)』、医歯薬出版、2009年3月、ISBN 4-2637-3403-3